# Manufactură
Manufactura este un produs lucrat manual. Manufacturile sunt ateliere în care se lucrează manual, producția fiind destinată în trecut mai ales schimbului.
Manufactura in comparație cu un atelier din antichitate avea diferite aspecte:
1. Divizarea muncii